# Lepidiota blachardi
Lepidiota blachardi är en skalbaggsart som beskrevs av Von Dalle Torre 1912. Lepidiota blachardi ingår i släktet Lepidiota och familjen Melolonthidae. Inga underarter finns listade i Catalogue of Life.